# Sven Klangs kvintett
Sven Klangs kvintett är en svensk långfilm från 1976 i regi av Stellan Olsson. Filmen var ursprungligen en pjäs av Musikteatergruppen Oktober (med manus av Ninne Olsson och Henric Holmberg) från 1974, och är inspelad i Ängelholm, Helsingborg samt Höganäs.
Filmen är en av titlarna i boken Tusen svenska klassiker (2009). 2012 röstade en jury i filmtidskriften Flm fram filmen som Sveriges 25:e bästa genom tiderna.

## Handling
Filmen handlar om en dansbandskvintett i en skånsk småstad år 1958. Kvintetten leds av Sven Klang (spelad av Anders Granström), När filmen börjar har kvintetten fått en ny medlem, saxofonisten Lars-Göran Nilsson, kallad Lasse (Christer Boustedt), från Stockholm. Sven Klang har alltid lett kvintetten på samma vis, men Lasse vill hellre spela nya jazztoner. Det uppstår en kraftig spänning mellan den konservativt lagde Sven Klang och Lasse som inte bara vill att kvintetten skall spela nya melodier utan också kritiserar den dominante Sven Klangs beslut och vill dela upp förtjänsten på ett rättvisare sätt. Till detta kommer deras rivalitet om vokalisten Gunnel.
Filmen, som räknas som en av Sveriges bästa, innehåller mycket av Christer Boustedts Charlie Parker-influerade altsaxspel. Kollektivet bakom filmen Guldbaggebelönades.

## Om filmen
Filmen kunde produceras som ett lågbudgetprojekt tillsammans med Musikteatergruppen Oktober i Malmö. Den lanserades samtidigt över hela landet med 50 visningskopior. Detta hade aldrig gjorts tidigare. Tivolihuset i Höganäs har en framträdande plats i filmen, där det utgör Folkets Hus i den fiktiva småstaden, och "Sven Klangs" bensinmack finns delvis fortfarande kvar: på höger hand när man kommer in i Höganäs från Brödbacken.
Sven Klangs kvintett har visats i SVT, bland annat 1986, 1991, 2005 och i januari 2021.

## Medverkande
- Anders Granström – Sven Klang, kapellmästare, kontrabasist
- Eva Remaeus – Gunnel Andersson, vokalist
- Christer Boustedt – Lars Göran "Lasse" Nilsson, saxofonist
- Henric Holmberg – Kennet Persson, trumslagare
- Jan Lindell – Rolf Bringberg, pianist
- Bo Andersson – Gunnels beundrare
- Ingvar Andersson – Ingvar, mannen vid macken
- Michael Segerström – musikhandlaren
- Ninne Olsson – Gunnels arbetskamrat
- Lou Rossling – Mona, vokalisten
- Per Eggers – en berusad ung man på dansen
- Hans Alexander Gerlanius – bestman

## Musik
- Splanky, kompositör Neal Hefti, framförs på piano av Jan Lindell
- Stand By, kompositör Harry Arnold, framförs på piano av Jan Lindell
- Whispering (Viska i mitt öra), kompositör John Schonberger och Vincent Rose, engelsk text 1920 Malvin Schonberger och Richard Coburn, svensk text Karl-Lennart, sång Eva Remaeus, framförs på saxofon av Christer Boustedt,  kontrabas Anders Granström, trummor Henric Holmberg, piano Jan Lindell
- Sail Along Silv'ry Moon, kompositör Percy Wenrich, text Harry Tobias, svensk text Lars Brom, sång Eva Remaeus, framförs på saxofon av Christer Boustedt, kontrabas Anders Granström,  trummor Henric Holmberg, piano Jan Lindell
- The Preacher (Jazzbacillen), kompositör Horace Silver, engelsk text Babs Gonzales, svensk text E. Nordström, framförs instrumentalt, på saxofon av Christer Boustedt,  kontrabas Anders Granström, piano Jan Lindell
- Ramona, kompositör Mabel Wayne, engelsk text L. Wolfe Gilbert, svensk text Gösta Stevens och Ninita, sång Eva Remaeus, framförs på saxofon av Christer Boustedt,  kontrabas Anders Granström, trummor Henric Holmberg, piano Jan Lindell
- Sugartime, kompositör och text Charlie Phillips och Odis Echols, svensk text Eric Sandström, sång Eva Remaeus, framförs på saxofon av Christer Boustedt, kontrabas Anders Granström, trummor Henric Holmberg, piano Jan Lindell
- Well, You Needn't, kompositör Thelonious Monk, framförs på saxofon av Christer Boustedt
- American Patrol (Uppå källarbacken), kompositör Frank W. Meacham, svensk text Karin Wollgast, sång Eva Remaeus, framförs på saxofon av Christer Boustedt, kontrabas Anders Granström, trummor Henric Holmberg, piano Jan Lindell
- Vals från Fleninge, framförs på fiol av Reinhold Andersson
- Gold und Silber (Guld och silver), kompositör Franz Lehár, instrumental
- Nu är det dags att ge, kompositör Christer Boustedt, text Ninne Olsson, sång Eva Remaeus, Anders Granström och Henric Holmberg, framförs på kontrabas av Anders Granström,  trummor Henric Holmberg, piano Jan Lindell
- Ann-Caroline, kompositör och text Leon Landgren och Åke Gerhard, sång Eva Remaeus, Anders Granström och Henric Holmberg
- Sjung och le, kompositör och text Olle Bergman, framförs på kontrabas av Anders Granström, trummor Henric Holmberg, dragspel Jan Lindell
- Fia Jansson (Känner ni Fia Jansson), text Emil Norlander, framförs på kontrabas av Anders Granström, trummor Henric Holmberg, dragspel Jan Lindell
- Nordsjön (Gamla Nordsjön, som svallar och brusar), kompositör och text Martin Nilsson, framförs på kontrabas av Anders Granström, trummor Henric Holmberg, dragspel Jan Lindell
- Havsörnsvals, kompositör och text Evert Taube, framförs på kontrabas av Anders Granström, trummor Henric Holmberg, dragspel Jan Lindell
- Rosa på bal (Fritiof och lilla jag), kompositör och text Evert Taube, framförs på kontrabas av Anders Granström, trummor Henric Holmberg, dragspel Jan Lindell
- Spiskroksvalsen, kompositör Kal Dompan, text Rosa Grünberg, framförs på kontrabas av Anders Granström, trummor Henric Holmberg, dragspel Jan Lindell
- Oh boy, oh boy, oh boy, kompositör och text Lasse Dahlqvist, framförs på kontrabas av Anders Granström, trummor Henric Holmberg, dragspel Jan Lindell
- Du schwarzer Zigeuner (Du svarte zigenare), kompositör Karel Vacek, tysk text Fritz Beda-Löhner, sång Anders Granström, framförs på fiol av Henric Holmberg, dragspel Jan Lindell
- Fascination/Valse tzigane (Det är premiär/Premiär), kompositör Fermo Dante Marchetti, engelsk text Dick Manning, svensk text S.S. Wilson, ny svensk text 1954 Karin Wollgast , framförs på fiol av Henric Holmberg
- Come on boys, så ska vi swinga, kompositör Sven Paddock, text Sven Paddock och Tosse Bark, sång Eva Remaeus, framförs på kontrabas av Anders Granström, trummor Henric Holmberg, piano Jan Lindell
- Dikten, kompositör Christer Boustedt, text Henric Holmberg, framförs på saxofon av Christer Boustedt medan Henric Holmberg reciterar texten
- Over the Rainbow (Ovan regnbågen), kompositör Harold Arlen, engelsk text 1939 E.Y. Harburg, svensk text 1939 Kar de Mumma och Jokern, sång Eva Remaeus, framförs på saxofon av Christer Boustedt, kontrabas Anders Granström, trummor Henric Holmberg, piano Jan Lindell
- As Time Goes By, kompositör och text Herman Hupfeld, framförs på saxofon av Christer Boustedt, piano Jan Lindell
- Sonnymoon for Two, kompositör Sonny Rollins, framförs på saxofon av Christer Boustedt, piano Jan Lindell
- True Love (Kärlek utan gräns), kompositör och text Cole Porter, svensk text Gösta Rybrant, sång Eva Remaeus
- Whisper Not, kompositör Benny Golson, framförs på saxofon av Christer Boustedt, trummor Henric Holmberg, piano Jan Lindell
- Jailhouse Rock, kompositör och text Mike Stoller och Jerry Leiber, sång Anders Granström
- Confirmation, kompositör Charlie Parker, framförs på saxofon av Christer Boustedt
- Twilight Time ( När livet börjar le/När dagen dör), kompositör och text Buck Ram, Al Nevins, Morty Nevins och Artie Dunn, svensk text 1944 (När dagen dör) Gösta Rybrant svensk text (När livet börjar le), sång Lou Rossling, framförs på kontrabas av Anders Granström, trummor Henric Holmberg, piano Jan Lindell
- A Tribute to Mary Jane, kompositör Christer Boustedt
- Piove/Ciao, ciao, bambina, kompositör Domenico Modugno, italiensk text 1959 Domenico Modugno och Edoardo Verde, svensk text Gösta Rybrant, sång Eva Remaeus, framförs på kontrabas av Anders Granström, trummor Henric Holmberg, piano Jan Lindell
- Blue Monk, kompositör Thelonious Monk, sång Eva Remaeus, framförs på kontrabas av Henric Holmberg, piano Jan Lindell
- Some Other Spring, kompositör Irene Kitching, text Arthur Herzog, jr, sång Eva Remaeus, framförs på saxofon av Christer Boustedt, kontrabas Henric Holmberg, piano Jan Lindell
- Now's the Time, kompositör Charlie Parker, framförs på saxofon av Christer Boustedt, trummor Henric Holmberg, piano Jan Lindell
- Be-Bop, kompositör Dizzy Gillespie, framförs instrumentalt av Christer Boustedt
- Dansen går på Svinnsta skär, kompositör och text Gideon Wahlberg, framförs på kontrabas av Anders Granström, trummor Henric Holmberg, dragspel Jan Lindell
- Koster-Valsen, kompositör David Hellström, text Göran Svenning, framförs på kontrabas av Anders Granström, trummor Henric Holmberg, dragspel Jan Lindell
- Muskrat Ramble ( Muskrat Ramble), kompositör Kid Ory, engelsk text 1926 Ray Gilbert, svensk text Eric Sandström, sång Eva Remaeus, Christer Boustedt, Anders Granström, Henric Holmberg och Jan Lindell, framförs på saxofon av Christer Boustedt,  kontrabas Anders Granström, trummor Henric Holmberg, piano Jan Lindell
- Isle of Capri (Capri), kompositör Will Grosz, engelsk text 1934 Jimmy Kennedy svensk text 1934 Sven-Olof Sandberg, framförs på maracas av Christer Boustedt,  kontrabas Anders Granström, trummor Henric Holmberg, dragspel Jan Lindell

### Notiser
- Dubbelbugg utförd av Bengt Roos